# Phyllachora maculata
Phyllachora maculata är en svampart som beskrevs av Cooke 1891. Phyllachora maculata ingår i släktet Phyllachora och familjen Phyllachoraceae.   Inga underarter finns listade i Catalogue of Life.